# 1431
Il 1431 (MCDXXXI in numeri romani) è un anno  del XV secolo.

## Eventi
- 3 marzo – Viene eletto Papa Eugenio IV  succede a Papa Martino V, per diventare il 207º papa.
- 16 marzo – Battaglia di Soncino: Durante le Guerre di Lombardia, l'esercito del Ducato di Milano, sotto Francesco Sforza e Niccolò da Tolentino, respinge l'attacco dell'esercito della Repubblica di Venezia, comandato dal Conte di Carmagnola.
- 30 maggio – Giovanna d'Arco è arsa viva a Rouen nella piazza del mercato.
- 16 giugno – Viene fondata la città di Forlì.
- 21 giugno – Battaglia di Pavia: Il Ducato di Milano esce nuovamente vincitore contro la Repubblica di Venezia in uno scontro fluviale sul fiume Po, tra Pavia e Cremona.
- 23 luglio – Viene aperto da Papa Eugenio IV il concilio di Basilea, convocato dal suo predecessore. Si svolge in più sedi (Basilea, Ferrara e Firenze) ed ha come scopo trattare l'unione con la Chiesa ortodossa, estirpare l'eresia hussita e riformare la Chiesa.
- 20 novembre – A causa di un inverno rigidissimo gelano tutti i fiumi tedeschi (si scioglieranno il 4 marzo dell'anno successivo). In quella stessa stagione gela per due mesi il Po e completamente la Laguna Veneta.

## Nati
- 1º gennaio - Papa Alessandro VI, papa, vescovo e cardinale spagnolo († 1503)
- 22 marzo - Juan de Castro, cardinale e vescovo cattolico spagnolo († 1506)
- 7 aprile - Agnese da Montefeltro, nobile italiana († 1447)
- 8 aprile - François Villon, poeta francese
- 24 ottobre - Ercole I d'Este, duca italiano († 1505)
- 2 novembre - Vlad III di Valacchia, nobile, militare e politico rumeno
- 21 novembre - Giovanni de' Rossi, condottiero italiano († 1502)
- 3 dicembre - Luca Pulci, poeta italiano († 1470)
- Basarab III Laiotă cel Bătrân, principe († 1480)
- Eleanor Beaufort, nobile inglese († 1501)
- Chimenti Camicia, architetto italiano († 1505)
- Giovanni di Coimbra, principe portoghese († 1457)
- Taddeo Manfredi, conte
- Andrea Mantegna, pittore, incisore e miniaturista italiano († 1506)
- John Neville, I marchese di Montagu, nobile britannico († 1471)
- Elena Paleologa, principessa bizantina († 1473)
- Saluva Narasimha Deva Raya, imperatore indiano († 1491)
- Bartolino da Terni, condottiero italiano († 1518)
- Trailokanat, sovrano siamese († 1488)
- Jasper Tudor, militare e nobile gallese († 1495)
- Raffaele Zovenzoni, umanista e scrittore italiano

## Morti
- 6 gennaio - Jacopo Donadei, vescovo cattolico italiano (n. 1351)
- 22 gennaio - Maria Mancini, religiosa italiana (n. 1355)
- 25 gennaio - Carlo II di Lorena, duca (n. 1364)
- 30 gennaio - Obizzo da Polenta, nobile e politico italiano
- 9 febbraio - Giacomo Isolani, cardinale italiano (n. 1360)
- 19 febbraio - Enrico di Gorkum, filosofo, teologo e docente olandese (n. 1378)
- 20 febbraio - Papa Martino V, papa, vescovo cattolico e cardinale italiano (n. 1369)
- 5 marzo - Sant'Orante, monaco cristiano italiano (n. 1400)
- 5 aprile - Bernardo I di Baden (n. 1364)
- 20 aprile - Niccolò da Uzzano, politico e umanista italiano (n. 1359)
- 6 maggio - Boleslao I di Teschen, duca
- 20 maggio - Guillaume de Challant, vescovo cattolico italiano
- 30 maggio - Giovanna d'Arco, condottiera e santa francese (n. 1412)
- 2 luglio - Arnaud Guillaume de Barbazan, condottiero francese (n. 1360)
- 2 luglio - Fozio, arcivescovo ortodosso e santo bizantino
- 3 luglio - Antonio Panciera, cardinale e umanista italiano
- 12 luglio - Felip de Malla, politico spagnolo (n. 1380)
- 13 agosto - Iolanda di Bar, nobile (n. 1364)
- 3 ottobre - Thomas Beaufort, conte di Perche, nobile inglese (n. 1405)
- 1º novembre - Nuno Álvares Pereira, militare, religioso e santo portoghese (n. 1360)
- 8 dicembre - Edvige Jagellona, principessa polacco (n. 1408)
- Muhammad VIII di Granada, sultano (n. 1411)
- Gasparino Barzizza, umanista, pedagogista e filologo classico italiano (n. 1360)
- Alberto Buoncristiani, vescovo cattolico italiano
- Ximeno Dahe, cardinale spagnolo
- Dan II di Valacchia, principe
- Lengvenis, nobile lituano
- Manfredi da Vercelli, religioso italiano
- Juan Mates, pittore spagnolo
- Giacomo Orsini, conte di Tagliacozzo, condottiero italiano
- Vincenza Pasini, veggente italiana (n. 1356)
- Radu II Chelul, principe
- Antonio de Caturcio, vescovo cattolico italiano

## Calendario
| Calendario 1431 | Calendario 1431 | Calendario 1431 | Calendario 1431 | Calendario 1431 | Calendario 1431 | Calendario 1431 | Calendario 1431 | Calendario 1431 | Calendario 1431 | Calendario 1431 | Calendario 1431 | Calendario 1431 | Calendario 1431 | Calendario 1431 | Calendario 1431 | Calendario 1431 | Calendario 1431 | Calendario 1431 | Calendario 1431 | Calendario 1431 | Calendario 1431 | Calendario 1431 | Calendario 1431 | Calendario 1431 | Calendario 1431 | Calendario 1431 | Calendario 1431 | Calendario 1431 | Calendario 1431 | Calendario 1431 | Calendario 1431 | Calendario 1431 |
| --------------- | --------------- | --------------- | --------------- | --------------- | --------------- | --------------- | --------------- | --------------- | --------------- | --------------- | --------------- | --------------- | --------------- | --------------- | --------------- | --------------- | --------------- | --------------- | --------------- | --------------- | --------------- | --------------- | --------------- | --------------- | --------------- | --------------- | --------------- | --------------- | --------------- | --------------- | --------------- | --------------- |
|                 | 1               | 2               | 3               | 4               | 5               | 6               | 7               | 8               | 9               | 10              | 11              | 12              | 13              | 14              | 15              | 16              | 17              | 18              | 19              | 20              | 21              | 22              | 23              | 24              | 25              | 26              | 27              | 28              | 29              | 30              | 31              |                 |
| Gennaio         | Lu              | Ma              | Me              | Gi              | Ve              | Sa              | Do              | Lu              | Ma              | Me              | Gi              | Ve              | Sa              | Do              | Lu              | Ma              | Me              | Gi              | Ve              | Sa              | Do              | Lu              | Ma              | Me              | Gi              | Ve              | Sa              | Do              | Lu              | Ma              | Me              |                 |
| Febbraio        | Gi              | Ve              | Sa              | Do              | Lu              | Ma              | Me              | Gi              | Ve              | Sa              | Do              | Lu              | Ma              | Me              | Gi              | Ve              | Sa              | Do              | Lu              | Ma              | Me              | Gi              | Ve              | Sa              | Do              | Lu              | Ma              | Me              |                 |                 |                 |                 |
| Marzo           | Gi              | Ve              | Sa              | Do              | Lu              | Ma              | Me              | Gi              | Ve              | Sa              | Do              | Lu              | Ma              | Me              | Gi              | Ve              | Sa              | Do              | Lu              | Ma              | Me              | Gi              | Ve              | Sa              | Do              | Lu              | Ma              | Me              | Gi              | Ve              | Sa              |                 |
| Aprile          | Do              | Lu              | Ma              | Me              | Gi              | Ve              | Sa              | Do              | Lu              | Ma              | Me              | Gi              | Ve              | Sa              | Do              | Lu              | Ma              | Me              | Gi              | Ve              | Sa              | Do              | Lu              | Ma              | Me              | Gi              | Ve              | Sa              | Do              | Lu              |                 |                 |
| Maggio          | Ma              | Me              | Gi              | Ve              | Sa              | Do              | Lu              | Ma              | Me              | Gi              | Ve              | Sa              | Do              | Lu              | Ma              | Me              | Gi              | Ve              | Sa              | Do              | Lu              | Ma              | Me              | Gi              | Ve              | Sa              | Do              | Lu              | Ma              | Me              | Gi              |                 |
| Giugno          | Ve              | Sa              | Do              | Lu              | Ma              | Me              | Gi              | Ve              | Sa              | Do              | Lu              | Ma              | Me              | Gi              | Ve              | Sa              | Do              | Lu              | Ma              | Me              | Gi              | Ve              | Sa              | Do              | Lu              | Ma              | Me              | Gi              | Ve              | Sa              |                 |                 |
| Luglio          | Do              | Lu              | Ma              | Me              | Gi              | Ve              | Sa              | Do              | Lu              | Ma              | Me              | Gi              | Ve              | Sa              | Do              | Lu              | Ma              | Me              | Gi              | Ve              | Sa              | Do              | Lu              | Ma              | Me              | Gi              | Ve              | Sa              | Do              | Lu              | Ma              |                 |
| Agosto          | Me              | Gi              | Ve              | Sa              | Do              | Lu              | Ma              | Me              | Gi              | Ve              | Sa              | Do              | Lu              | Ma              | Me              | Gi              | Ve              | Sa              | Do              | Lu              | Ma              | Me              | Gi              | Ve              | Sa              | Do              | Lu              | Ma              | Me              | Gi              | Ve              |                 |
| Settembre       | Sa              | Do              | Lu              | Ma              | Me              | Gi              | Ve              | Sa              | Do              | Lu              | Ma              | Me              | Gi              | Ve              | Sa              | Do              | Lu              | Ma              | Me              | Gi              | Ve              | Sa              | Do              | Lu              | Ma              | Me              | Gi              | Ve              | Sa              | Do              |                 |                 |
| Ottobre         | Lu              | Ma              | Me              | Gi              | Ve              | Sa              | Do              | Lu              | Ma              | Me              | Gi              | Ve              | Sa              | Do              | Lu              | Ma              | Me              | Gi              | Ve              | Sa              | Do              | Lu              | Ma              | Me              | Gi              | Ve              | Sa              | Do              | Lu              | Ma              | Me              |                 |
| Novembre        | Gi              | Ve              | Sa              | Do              | Lu              | Ma              | Me              | Gi              | Ve              | Sa              | Do              | Lu              | Ma              | Me              | Gi              | Ve              | Sa              | Do              | Lu              | Ma              | Me              | Gi              | Ve              | Sa              | Do              | Lu              | Ma              | Me              | Gi              | Ve              |                 |                 |
| Dicembre        | Sa              | Do              | Lu              | Ma              | Me              | Gi              | Ve              | Sa              | Do              | Lu              | Ma              | Me              | Gi              | Ve              | Sa              | Do              | Lu              | Ma              | Me              | Gi              | Ve              | Sa              | Do              | Lu              | Ma              | Me              | Gi              | Ve              | Sa              | Do              | Lu              |                 |